# Forêt du Mundat

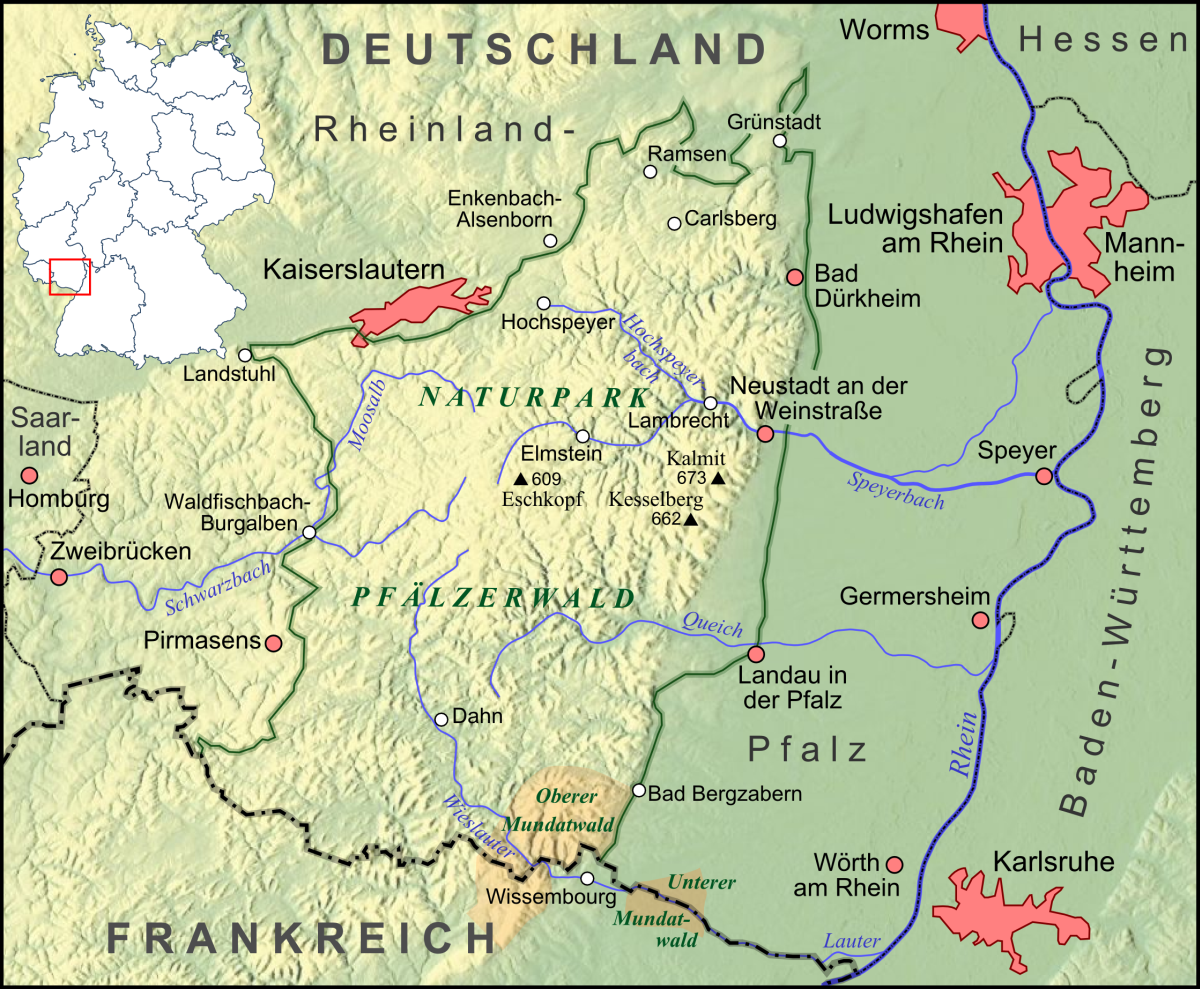
À la frontière sud du Pfälzerwald allemand, la forêt de l'Obermundat (en bas).

Le terme de forêt du Mundat désigne deux régions forestières directement aux alentours de la ville de Wissembourg en Alsace à la frontière franco-allemande. Une partie de cette forêt (679 ha) présente la particularité d'être la seule forêt domaniale française située à l'étranger.

## Géographie

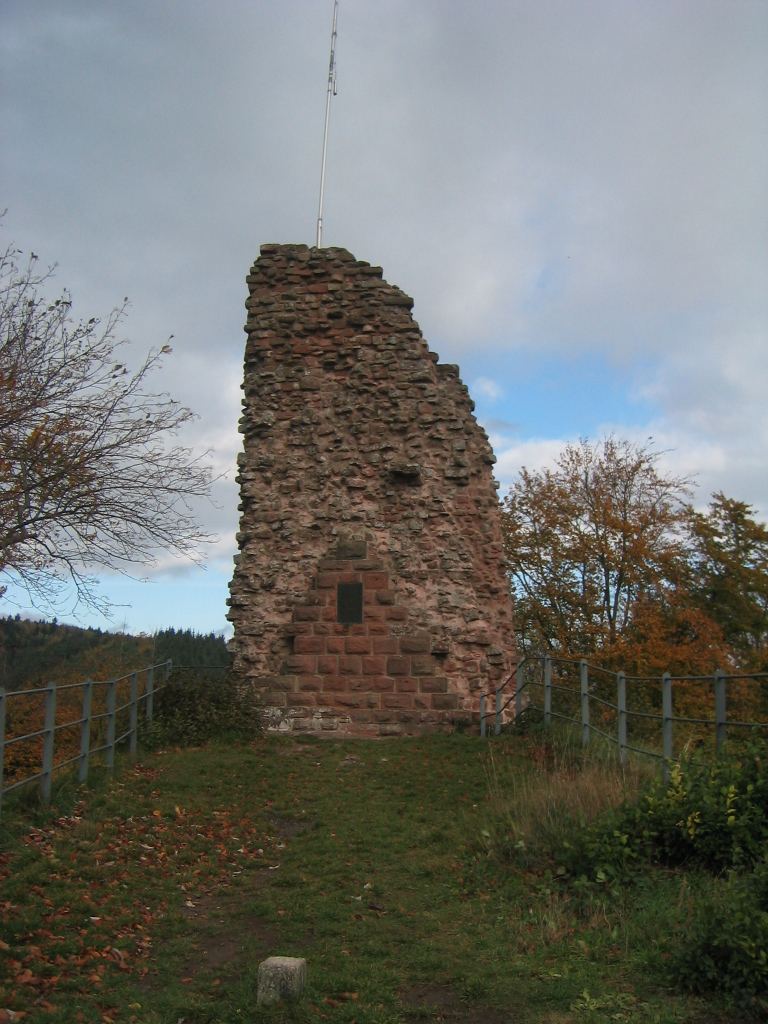
Le château de Guttenberg dans l'Obermundat.

### Partie supérieure de la forêt du Mundat
La haute forêt du Mundat (en allemand : allemand : Oberer Mundatwald) mesure environ 40 km2 et fait géographiquement partie de la Vasgovie (allemand : Wasgau), petite région à cheval sur la frontière franco-allemande dans les Vosges du Nord et dans le sud de la forêt du Palatinat.
La zone s'étend le long de la Lauter (sur le cours supérieur de la Wieslauter) au nord et à l'ouest de Wissembourg, c'est-à-dire sur la partie amont de la rivière.
À 561 m d'altitude, son point culminant est le Hohe Derst, qui est situé au centre près du hameau de Reisdorf, à proximité de Bad Bergzabern. Les ruines du château de Guttenberg se situent au sommet du Schlossberg, à environ 1 km du Hohe Derst.
La haute forêt du Mundat appartient à la réserve de biosphère transfrontière des Vosges du Nord-Pfälzerwald.

### Partie inférieure de la forêt du Mundat
La basse forêt du Mundat (allemand : Unterer Mundatwald) a une superficie de près de 20 km2 et fait géographiquement partie du Bienwald.
La forêt se situe également sur la Lauter mais à l'est de Wissembourg et donc sur la partie aval de la rivière, dans la vallée du Rhin Supérieur partagée à cet endroit entre le Palatinat et l'Alsace.
Son point culminant est une colline de 141 m de haut au sud-ouest.

## Histoire

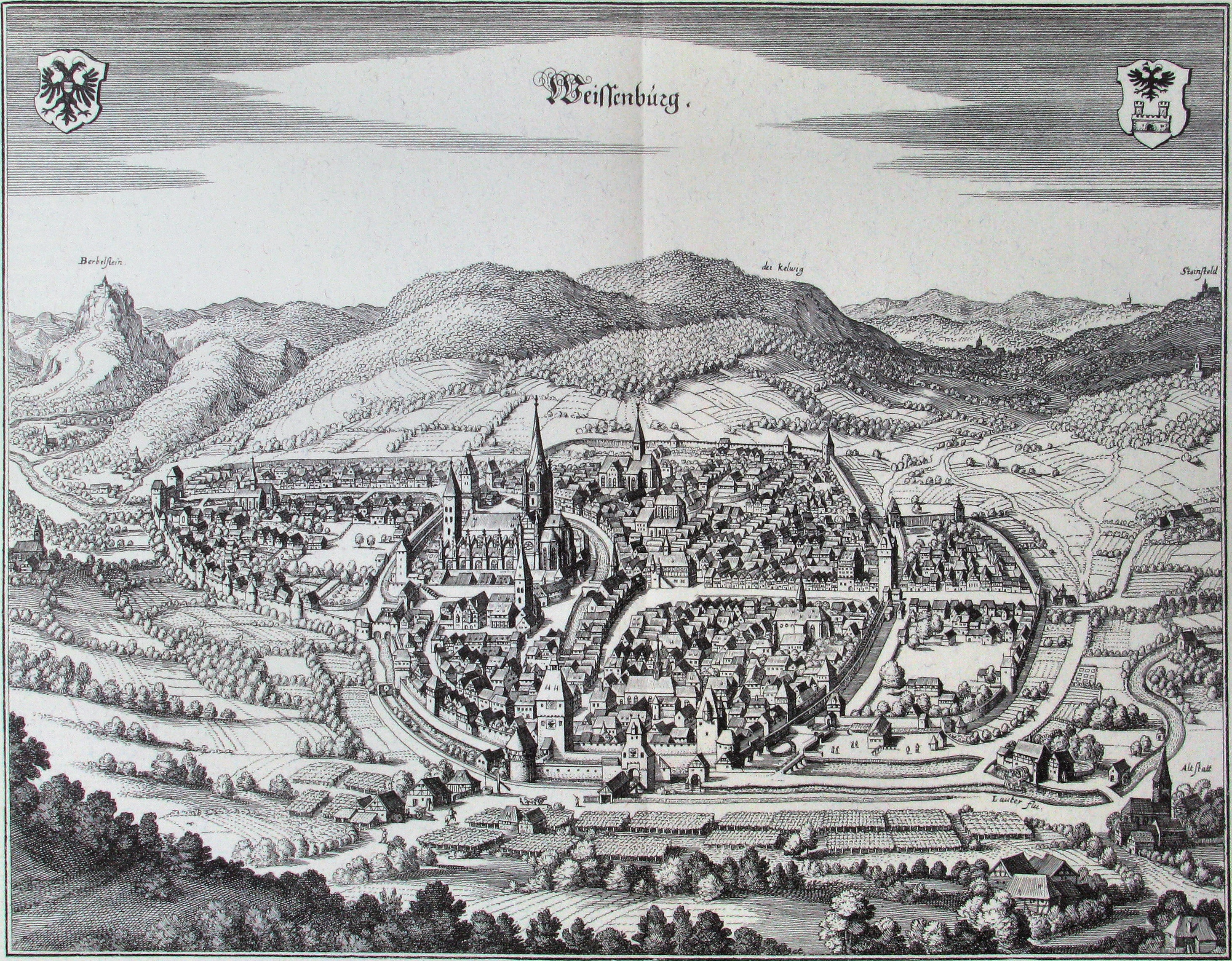
Weissenburg sur une gravure du XVIIe siècle.

### Le Mundat de Wissembourg

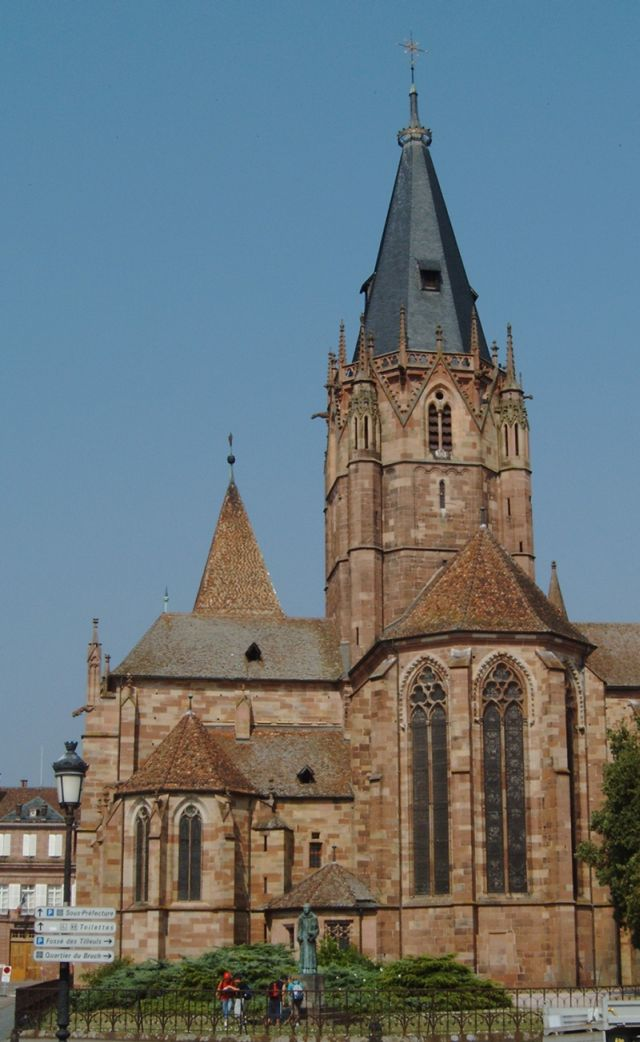
Abbatiale Saint-Pierre-et-Saint-Paul de Wissembourg.

Au Moyen Âge, les forêts faisaient partie du Mundat de Wissembourg, les biens privilégiés de l'abbaye de Weissenburg (aujourd'hui Wissembourg), dont l'abbé, prince du Saint-Empire romain germanique, possédait le territoire.
Ce terme, Mundat, fait référence à l'immunité (emunitas,,) accordée par le transporteur royal de biens, qui a mis l'abbaye à l'abri des obligations de service pour l'octroi de vastes domaines privilégiés situés dans le diocèse de Spire.
L’abbaye de Wissembourg était à l'origine un monastère fondé vers 630-660 et faisant partie de l'ordre bénédictin au VIIIe siècle.
En 760, le père de Charlemagne, Pépin le Bref offrit à ce monastère un territoire d'environ 320 km2 qui, sous le nom de Mundat, reçut l'immunité donnée par l'empereur Otton II.
De nombreuses localités en faisaient partie aux environs immédiats de Wissembourg, avec leurs champs et leurs forêts.
Les possessions du Mundat avaient des dimensions d'environ 20 kilomètres sur 16 kilomètres et comprenaient les villages d'Altenstadt, Schleithal, Oberseebach, Steinseltz, Oberhoffen, Cleebourg, Rott, Weiler, Sankt Germanshof, Bobenthal, Schlettenbach, Finsternheim, Bärenbach, Schweigen et Schweigen et Rechtenbach, Kapsweyer et Steinfeld
La forêt du Mundat était connue à l'époque carolingienne sous le nom de Sylva immunita. En 974, le monastère, avec le Mundat, a obtenu le statut indépendant d'une abbaye impériale dirigée par un prince-abbé.
En 1524, l’abbaye était lourdement endettée, si bien que le pape Clément VII l'a transformera en chapitre collégial et, à partir de 1546, il était sous l'autorité de l'évêque de Spire.
Les zones boisées sont restées la propriété de l'église, en indivision avec la ville de Wissembourg jusqu'à ce qu'elles soient sécularisées après la Révolution française. Les forêts devinrent alors indivises entre la ville de Wissembourg et l'État français.

### Division territoriale auXIXesiècle
Quand en 1815 au traité de Paris fut fixée la frontière entre la France et le Palatinat bavarois, toute la région au nord de la Lauter revint au Royaume de Bavière, sauf la partie rive gauche de la ville de Wissembourg restée française (article 1er, § 1 du Traité de Paris du 20 novembre 1815), une partie de la basse forêt du Mundat ainsi que la totalité de la haute forêt du Mundat. Le traité plaça environ 3 150 hectares sous souveraineté bavaroise en copropriété entre la ville de Wissembourg et l'État bavarois et 1 995 hectares sous souveraineté française en copropriété entre la ville de Wissembourg et l'État français.
Après la guerre franco-allemande de 1870, en 1871, Wissembourg fut détachée de la France avec tout le département du Bas-Rhin jusqu'en 1919, alors que la haute forêt du Mundat resta à la Bavière jusqu'en 1945.

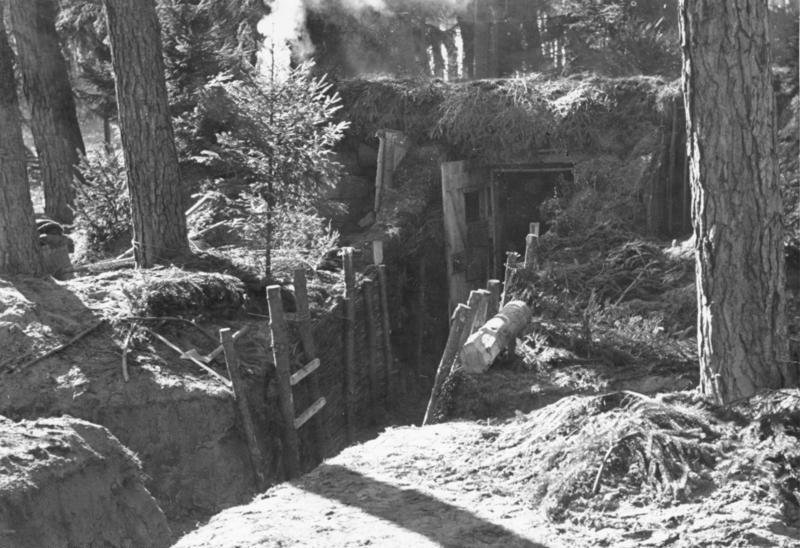
Ligne Siegfried : chalet en bois rond camouflé (1940, Bundesarchiv).

Devant les coûts de gestion inflationnistes de l'administration forestière  bavaroise, la  ville de Wissembourg demanda en 1930 à se séparer de ses propriétés en Allemagne. Un système d'échanges croisés fut réalisé entre la ville et l'État français (loi du 9 juillet 1938, le contrat n'étant effectivement signé, pour cause de guerre, que le 17 février 1959 avec effet au 1er octobre 1938) et entre les deux pays (accord franco allemand du 16 décembre 1937). Par ces accords, l'État français reçut de la ville ses droits d'indivision sur les forêts en Allemagne sur 3 150 hectares (et les vendit simultanément au Troisième Reich), et céda en contrepartie à Wissembourg ses droits d'indivision sur 1 995 hectares à l'exception de la maison forestière de la Scherhol demeurant indivise, 458 hectares de la forêt domaniale de Sickingen, l'ancienne forêt de la paroisse catholique de Dahn (127 hectares), située  antérieurement en territoire français de propriétaires allemands jusqu'à l'accord du 16 décembre 1937 qui en admit la cession à la France contre une indemnisation.
La ligne principale fortifiée de la ligne Siegfried construite à partir de 1938 passait dans le secteur du Hohe Derst entre Oberotterbach à l'est et Bundenthal à l'ouest.
Le Hohe Derst a été l'objet de combats en 1945 pendant la Seconde Guerre mondiale.

### Rectification à l’issue de la Seconde Guerre mondiale
Après 1946, une petite partie de la haute forêt du Mundat, le territoire de l'Obermundat (7 km2), fut dans le cadre du protocole de Paris attribuée en 1949 à la France par les puissances alliées afin d’assurer l'approvisionnement en eau de Wissembourg et juridiquement rattachée au territoire français par l’ordonnance 212 du 23 avril 1949 sur les rectifications de frontière, prise par l'administration française d'occupation de l’Allemagne et par laquelle le général Pierre Koenig, chef du haut commandement français en Allemagne, précisait quelques modifications provisoires de la frontière occidentale de l'Allemagne. 
Cette date était cependant tardive puisque ce qui aurait passé pour un simple malheur de plus en 1945, « année Zéro » de l'Allemagne, ne semblait déjà plus admissible en 1949, année où renaissait la République allemande, et où le Bundestag enfin réuni se hâta de proclamer l'intangibilité des frontières.
C'est ainsi que, si la question de ces 7 km2 était considérée comme essentielle dans toute l'Allemagne, traumatisée par ses pertes territoriales, l'immense majorité des Français en ignoraient tout et ne pouvaient s’y intéresser. 
Aussi, quand commencèrent les négociations de 1956 sur le retour de la Sarre à l'Allemagne de l'Ouest, le problème de la forêt de l'Obermundat ne fut pas posé comme monnaie d'échange et il est probable qu'on n'y pensât même pas[réf. nécessaire]. 
Ce n'est qu'en 1962 que s'ouvrirent des négociations sur le statut de cette petite zone, dans le cadre d'un accord général que l'on cherchait entre la France et l'Allemagne pour régler les problèmes de frontières. Il fut alors entendu que cette forêt serait conservée par la France, l'Allemagne obtenant en échange la restitution d'importants biens fonciers confisqués après la guerre. Mais comme seule l'Assemblée nationale accepta ce compromis et que le Bundestag le rejeta, l'accord ne put être ratifié,.

### Situation actuelle
Au cours des années qui suivirent, il fallut par conséquent reprendre les négociations mais la France se trouva en situation de faiblesse quand les Malgré-Nous commencèrent à exiger d'être indemnisés pour l'incorporation de force qui leur fut imposée pendant la guerre. Les Allemands mirent alors comme préalable absolu la rétrocession du territoire de la forêt de l'Obermundat. On ne parvint à un accord qu'en 1984, par lequel les deux gouvernements convinrent alors dans un échange de notes que la souveraineté territoriale serait transférée à la République fédérale. En échange la France allait recevoir la propriété foncière de la majeure partie du petit territoire, sans léser les propriétaires privés d'avant 1949 et la ruine de Guttenberg n'étant pas non plus concernée.
En même temps, de riches vignobles du nord de l'Alsace allaient être restitués à leurs propriétaires allemands d'avant-guerre ou à leur famille.
En 1986, l’ordonnance 212 fut abrogée après accord des gouvernements britannique et américain (le régime d'occupation n'ayant disparu complètement qu'en 1990). Depuis, la forêt de l'Obermundat est sans restriction sous autorité allemande.
Le processus fut complété par le transfert des droits de propriété foncière à la France par un contrat établi à Nancy le 28 août 1990 entre les représentants de la République fédérale d'Allemagne, du Land de Rhénanie-Palatinat et de la République française. Ce contrat a fait l'objet du décret no 94-524 du 21 juin 1994 publié au J.O.R.F. le 28 juin 1994.
La propriété domaniale française en territoire allemand comprend des terrains forestiers avec leurs chemins de desserte ainsi que des captages d'eau de plusieurs sources, le tout pour une contenance de 679,565 5 hectares.
Le sommet du Hohe Derst marquait l'extrême nord de la zone de la forêt de l'Obermundat sous administration française de 1949 à 1986.